# José Kurt Fernández Cisternas
José Kurt Fernández Cisternas (* 23. Februar 1928 in Puchuncaví; † 5. November 2009 in Viña del Mar) war ein chilenischer Fußballspieler. Der Stürmer  wurde mit den Santiago Wanderers chilenischer Meister 1958 und spielte fünf Länderspiele für Chile.

## Vereinskarriere
José Fernández debütierte 1948 bei den Santiago Wanderers und wurde 1949 mit dem Klub aus Valparaíso Vizemeister. 1955 gelang Fernández mit dem CD Palestino die Meisterschaft. Bei beiden Erfolgen bildete er das Offensivduo mit Guillermo Díaz. 1962 beendete Fernández seine Karriere bei San Antonio Unido in der zweiten Liga, mit dem der Angreifer in seinem letzten Karrierejahr als Tabellenzweiter fast den Aufstieg schaffte.

## Nationalmannschaft
José Fernández debütierte im März 1950 für die chilenische Nationalmannschaft beim 5:0-Erfolg im Freundschaftsspiel gegen Bolivien. Beim Campeonato Sudamericano 1956 wurde er in zwei Spielen eingewechselt. Beim 4:3-Erfolg über Peru erzielte Fernández mit dem zwischenzeitlichen 2:1 das erste Länderspieltor. La Roja belegte hinter Südamerikameister Uruguay den zweiten Platz.
Durch das gute Ergebnis qualifizierte sich Chile für die Panamerikameisterschaft 1956, allerdings blieb der Andenstaat ohne Sieg und wurde mit nur einem Unentschieden Letzter. Fernández stand beim 2:2 gegen Peru in der Startelf, in den anderen vier Spielen wurde der Offensivspieler eingewechselt. Beim Campeonato Sudamericano 1957 erzielte José Fernández drei Tore in vier Spielen. Chile belegte mit einem Sieg und einem Unentschieden bei vier Niederlagen den vorletzten Platz.
Das letzte Spiel des Angreifers war die 0:2-Niederlage im Qualifikationsspiel im Oktober 1957 für die Weltmeisterschaft 1958 gegen Argentinien. Für das Endturnier in Schweden qualifizierte sich La Roja nicht. José Fernández absolvierte insgesamt 22 Länderspiele, in denen er fünf Tore erzielte.

## Erfolge
Palestino
- Chilenischer Meister: 1955